# يسبر نودسبو
يسبر نودسبو (بالدنماركية: Jesper Nøddesbo) مواليد 23 أكتوبر 1980 في هرنينغ، هو لاعب كرة يد دانمركي. يلعب حاليا مع نادي برشلونة لكرة اليد ويحمل الرقم 3. مثل منتخب الدنمارك لكرة اليد. شارك في دورة الألعاب الأولمبية الصيفية سنة 2008.

## الميداليات
| الميدالية | المسابقة                           |
| --------- | ---------------------------------- |
| ذهبية     | الألعاب الأولمبية الصيفية 2016     |
| فضية      | بطولة العالم لكرة اليد للرجال 2011 |
| فضية      | بطولة العالم لكرة اليد للرجال 2013 |
| برونزية   | بطولة العالم لكرة اليد للرجال 2007 |
| ذهبية     | بطولة أوروبا لكرة اليد للرجال 2008 |
| فضية      | بطولة أوروبا لكرة اليد للرجال 2014 |
| برونزية   | بطولة أوروبا لكرة اليد للرجال 2006 |

## روابط خارجية
- يسبر نودسبو على موقع الاتحاد الأوروبي لكرة اليد (الإنجليزية)
- يسبر نودسبو على موقع أوليمبيديا (الإنجليزية)